# Cyanopepla cruenta
Cyanopepla cruenta är en fjärilsart som beskrevs av James Brackenridge Clemens 1860. Cyanopepla cruenta ingår i släktet Cyanopepla och familjen björnspinnare. Inga underarter finns listade i Catalogue of Life.